# María Francisca de la Cruz
Amalia Streitel (Mellrichstadt, 24 de noviembre de 1844-Viterbo, 6 de marzo de 1911), más conocida por su nombre religioso María Francisca de la Cruz, algunas veces llamada Francisca Streitel, fue una religiosa alemana, fundadora de las Hermanas de la Santísima Madre de los Dolores.

## Biografía
Amalia Streitel nació en Mellrichstadt (Baviera) el 24 de noviembre de 1844, en el seno de una familia católica de medianos recursos. Desde que cumplió los 17 años tenía el deseo de hacerse religiosa, sueño que cumplió a los 23, cuando ingresó a las Hermanas Franciscanas de María Stern, en Augsburgo, con el deseo de entregarse al servicio de los pobres y de los enfermos, pero contrario a sus deseos les fueron concedidas otras actividades, tales como educadora, superiora de una comunidad y directora de un orfanato en Wurzburg. Atraída por la vida contemplativa, dejó a las franciscanas e ingresó en el monasterio de las carmelitas de Himmelspforten, sin embargo poco tiempo después regresó a casa de su familia.
En 1883, respondió a la invitación de Francisco Jordan, con el fin de fundar la rama femenina de la Sociedad del Divino Salvador, en Roma. Por las dificultades que se les presentaron en dicha fundación y las diferencias que surgieron entre los dos fundadores, Amalia se separó del proyecto de Jordán, y fundó a las Hermanas de la Santísima Madre de los Dolores en 1885, con la profesión la fundadora cambió el nombre por María Francisca de la Cruz.
Entre 1885 y 1889, María Francisca se dedicó a la expansión del nuevo instituto, en 1896, por una serie de incomprensiones la religiosa fue dimitida de su cargo como superiora general y se retiró en la casa madre. Los últimos años de su vida los pasó como profesora en el convento de Castel Sant'Elia, en Viterbo, donde murió el 6 de marzo de 1911.
Fue declarada venerable por el papa Benedicto XVI el 29 de marzo de 2010.